# Lista över fornlämningar i Växjö kommun (Ormesberga)
Lista över fornlämningar i Växjö kommun (Ormesberga) är en förteckning av ett urval av de fornlämningar som finns i Ormesberga i Växjö kommun.
| Namn                                  | Lämningstyp    | Tillkomsttid | Historisk indelning | Plats | Läge                 | ID-nr          | Bild                                 |
| ------------------------------------- | -------------- | ------------ | ------------------- | ----- | -------------------- | -------------- | ------------------------------------ |
| Ormesberga 1:1                        | Röse           |              | Ormesberga, Småland |       | 57.035839, 14.700983 | 10074300010001 | Ladda upp en bild av detta fornminne |
| Ormesberga 2:1                        | Röse           |              | Ormesberga, Småland |       | 57.035311, 14.700754 | 10074300020001 | Ladda upp en bild av detta fornminne |
| Sakristiröret (nr 1) (Ormesberga 3:1) | Röse           |              | Ormesberga, Småland |       | 57.034135, 14.693982 | 10074300030001 | Ladda upp en bild av detta fornminne |
| Sakristiröret (nr 1) (Ormesberga 3:2) | Röse           |              | Ormesberga, Småland |       | 57.033960, 14.693760 | 10074300030002 | Ladda upp en bild av detta fornminne |
| Ormesberga 4:1                        | Röse           |              | Ormesberga, Småland |       | 57.031344, 14.693983 | 10074300040001 | Ladda upp en bild av detta fornminne |
| Ormesberga 5:1                        | Röse           |              | Ormesberga, Småland |       | 57.030816, 14.693154 | 10074300050001 | Ladda upp en bild av detta fornminne |
| Ormesberga 6:1                        | Röse           |              | Ormesberga, Småland |       | 57.030074, 14.691755 | 10074300060001 | Ladda upp en bild av detta fornminne |
| Kasterör (Ormesberga 7:1)             | Röse           |              | Ormesberga, Småland |       | 57.038538, 14.693021 | 10074300070001 | Ladda upp en bild av detta fornminne |
| Ormesberga 9:1                        | Röse           |              | Ormesberga, Småland |       | 57.031705, 14.714764 | 10074300090001 | Ladda upp en bild av detta fornminne |
| Sinkerör (Ormesberga 10:1)            | Röse           |              | Ormesberga, Småland |       | 57.033739, 14.718174 | 10074300100001 | Ladda upp en bild av detta fornminne |
| Sinkerör (Ormesberga 10:2)            | Röse           |              | Ormesberga, Småland |       | 57.033535, 14.718206 | 10074300100002 | Ladda upp en bild av detta fornminne |
| Ormesberga 11:1                       | Röse           |              | Ormesberga, Småland |       | 57.033816, 14.723650 | 10074300110001 | Ladda upp en bild av detta fornminne |
| Ormesberga 13:1                       | Röse           |              | Ormesberga, Småland |       | 57.008678, 14.700611 | 10074300130001 | Ladda upp en bild av detta fornminne |
| Ormesberga 13:2                       | Stensättning   |              | Ormesberga, Småland |       | 57.008850, 14.700623 | 10074300130002 | Ladda upp en bild av detta fornminne |
| Ormesberga 14:1                       | Röse           |              | Ormesberga, Småland |       | 57.006696, 14.708670 | 10074300140001 | Ladda upp en bild av detta fornminne |
| Ormesberga 15:1                       | Röse           |              | Ormesberga, Småland |       | 57.006507, 14.710686 | 10074300150001 | Ladda upp en bild av detta fornminne |
| Ormesberga 16:1                       | Stenkammargrav |              | Ormesberga, Småland |       | 57.004995, 14.729426 | 10074300160001 | Ladda upp en bild av detta fornminne |
| Ormesberga 17:1                       | Röse           |              | Ormesberga, Småland |       | 57.001380, 14.723917 | 10074300170001 | Ladda upp en bild av detta fornminne |
| Ormesberga 18:1                       | Röse           |              | Ormesberga, Småland |       | 57.001104, 14.721089 | 10074300180001 | Ladda upp en bild av detta fornminne |
| Ormesberga 19:1                       | Röse           |              | Ormesberga, Småland |       | 57.003642, 14.713998 | 10074300190001 | Ladda upp en bild av detta fornminne |
| Ormesberga 19:2                       | Röse           |              | Ormesberga, Småland |       | 57.003455, 14.713833 | 10074300190002 | Ladda upp en bild av detta fornminne |
| Ormesberga 20:1                       | Röse           |              | Ormesberga, Småland |       | 57.004790, 14.713523 | 10074300200001 | Ladda upp en bild av detta fornminne |
| Ormesberga 21:1                       | Röse           |              | Ormesberga, Småland |       | 57.007150, 14.706157 | 10074300210001 | Ladda upp en bild av detta fornminne |
| Ormesberga 22:1                       | Röse           |              | Ormesberga, Småland |       | 57.004979, 14.720358 | 10074300220001 | Ladda upp en bild av detta fornminne |
| Ormesberga 22:2                       | Röse           |              | Ormesberga, Småland |       | 57.005144, 14.719966 | 10074300220002 | Ladda upp en bild av detta fornminne |
| Ormesberga 22:3                       | Röse           |              | Ormesberga, Småland |       | 57.005170, 14.719266 | 10074300220003 | Ladda upp en bild av detta fornminne |
| Ormesberga 23:1                       | Röse           |              | Ormesberga, Småland |       | 57.005893, 14.719561 | 10074300230001 | Ladda upp en bild av detta fornminne |
| Ormesberga 23:2                       | Stensättning   |              | Ormesberga, Småland |       | 57.005680, 14.719998 | 10074300230002 | Ladda upp en bild av detta fornminne |
| Ormesberga 24:1                       | Röse           |              | Ormesberga, Småland |       | 57.005369, 14.716378 | 10074300240001 | Ladda upp en bild av detta fornminne |
| Ormesberga 25:1                       | Röse           |              | Ormesberga, Småland |       | 57.002897, 14.718006 | 10074300250001 | Ladda upp en bild av detta fornminne |
| Ormesberga 26:1                       | Röse           |              | Ormesberga, Småland |       | 57.003191, 14.719058 | 10074300260001 | Ladda upp en bild av detta fornminne |
| Ormesberga 27:1                       | Röse           |              | Ormesberga, Småland |       | 57.004077, 14.721230 | 10074300270001 | Ladda upp en bild av detta fornminne |
| Ormesberga 28:1                       | Stenkrets      |              | Ormesberga, Småland |       | 57.001864, 14.719633 | 10074300280001 | Ladda upp en bild av detta fornminne |
| Ormesberga 29:1                       | Röse           |              | Ormesberga, Småland |       | 57.001265, 14.719664 | 10074300290001 | Ladda upp en bild av detta fornminne |
| Ormesberga 31:1                       | Röse           |              | Ormesberga, Småland |       | 57.007558, 14.703819 | 10074300310001 | Ladda upp en bild av detta fornminne |
| Ormesberga 32:1                       | Röse           |              | Ormesberga, Småland |       | 57.030276, 14.690466 | 10074300320001 | Ladda upp en bild av detta fornminne |
| Ormesberga 33:1                       | Röse           |              | Ormesberga, Småland |       | 57.028984, 14.689625 | 10074300330001 | Ladda upp en bild av detta fornminne |
| Ormesberga 33:2                       | Röse           |              | Ormesberga, Småland |       | 57.028784, 14.689522 | 10074300330002 | Ladda upp en bild av detta fornminne |
| Ormesberga 34:1                       | Röse           |              | Ormesberga, Småland |       | 57.026517, 14.689124 | 10074300340001 | Ladda upp en bild av detta fornminne |
| Ormesberga 35:1                       | Gravfält       |              | Ormesberga, Småland |       | 57.024082, 14.683476 | 10074300350001 | Ladda upp en bild av detta fornminne |
| Ormesberga 36:1                       | Röse           |              | Ormesberga, Småland |       | 57.025549, 14.683517 | 10074300360001 | Ladda upp en bild av detta fornminne |
| Ormesberga 37:1                       | Röse           |              | Ormesberga, Småland |       | 57.021554, 14.685445 | 10074300370001 | Ladda upp en bild av detta fornminne |
| Ormesberga 38:1                       | Röse           |              | Ormesberga, Småland |       | 57.010870, 14.689794 | 10074300380001 | Ladda upp en bild av detta fornminne |
| Ormesberga 39:1                       | Stenkrets      |              | Ormesberga, Småland |       | 57.012590, 14.685862 | 10074300390001 | Ladda upp en bild av detta fornminne |
| Lindelunden (Ormesberga 40:1)         | Hög            |              | Ormesberga, Småland |       | 57.031711, 14.682880 | 10074300400001 | Ladda upp en bild av detta fornminne |
| Ormesberga 41:1                       | Stensättning   |              | Ormesberga, Småland |       | 57.036850, 14.676343 | 10074300410001 | Ladda upp en bild av detta fornminne |
| Ormesberga 41:2                       | Stensättning   |              | Ormesberga, Småland |       | 57.037100, 14.676655 | 10074300410002 | Ladda upp en bild av detta fornminne |
| Ormesberga 41:3                       | Stenkrets      |              | Ormesberga, Småland |       | 57.036767, 14.676346 | 10074300410003 | Ladda upp en bild av detta fornminne |
| Ormesberga 44:1                       | Stensättning   |              | Ormesberga, Småland |       | 57.029061, 14.691101 | 10074300440001 | Ladda upp en bild av detta fornminne |
| Ormesberga 44:2                       | Stensättning   |              | Ormesberga, Småland |       | 57.029005, 14.691036 | 10074300440002 | Ladda upp en bild av detta fornminne |
| Ormesberga 49:1                       | Röse           |              | Ormesberga, Småland |       | 57.029714, 14.699529 | 10074300490001 | Ladda upp en bild av detta fornminne |
| Ormesberga 50:1                       | Röse           |              | Ormesberga, Småland |       | 57.030305, 14.712074 | 10074300500001 | Ladda upp en bild av detta fornminne |
| Ormesberga 51:1                       | Röse           |              | Ormesberga, Småland |       | 57.033471, 14.720357 | 10074300510001 | Ladda upp en bild av detta fornminne |
| Ormesberga 52:1                       | Stenkammargrav |              | Ormesberga, Småland |       | 57.026433, 14.718227 | 10074300520001 | Ladda upp en bild av detta fornminne |
| Ormesberga 62:1                       | Röse           |              | Ormesberga, Småland |       | 57.001479, 14.710743 | 10074300620001 | Ladda upp en bild av detta fornminne |
| Ormesberga 63:1                       | Stensättning   |              | Ormesberga, Småland |       | 57.004516, 14.717014 | 10074300630001 | Ladda upp en bild av detta fornminne |
| Ormesberga 69:1                       | Röse           |              | Ormesberga, Småland |       | 57.015992, 14.686389 | 10074300690001 | Ladda upp en bild av detta fornminne |
| Ormesberga 69:2                       | Röse           |              | Ormesberga, Småland |       | 57.016076, 14.686648 | 10074300690002 | Ladda upp en bild av detta fornminne |
| Skeppet (Ormesberga 70:1)             | Hällristning   |              | Ormesberga, Småland |       | 57.021320, 14.719084 | 10074300700001 | Ladda upp en bild av detta fornminne |
| Ormesberga 76                         | Hällristning   |              | Ormesberga, Småland |       | 57.005754, 14.728889 | 12000000018524 | Ladda upp en bild av detta fornminne |
| Ormesberga 77                         | Hällristning   |              | Ormesberga, Småland |       | 57.005109, 14.729592 | 12000000018527 | Ladda upp en bild av detta fornminne |
| Ormesberga 79                         | Hällristning   |              | Ormesberga, Småland |       | 57.004957, 14.711953 | 12000000084777 | Ladda upp en bild av detta fornminne |
| Ormesberga 80                         | Hällristning   |              | Ormesberga, Småland |       | 57.007013, 14.709745 | 12000000084779 | Ladda upp en bild av detta fornminne |
| Ormesberga 81                         | Hällristning   |              | Ormesberga, Småland |       | 57.005593, 14.729930 | 12000000084839 | Ladda upp en bild av detta fornminne |
| Ormesberga 82                         | Hällristning   |              | Ormesberga, Småland |       | 57.005373, 14.729633 | 12000000084841 | Ladda upp en bild av detta fornminne |